# Eichkögl

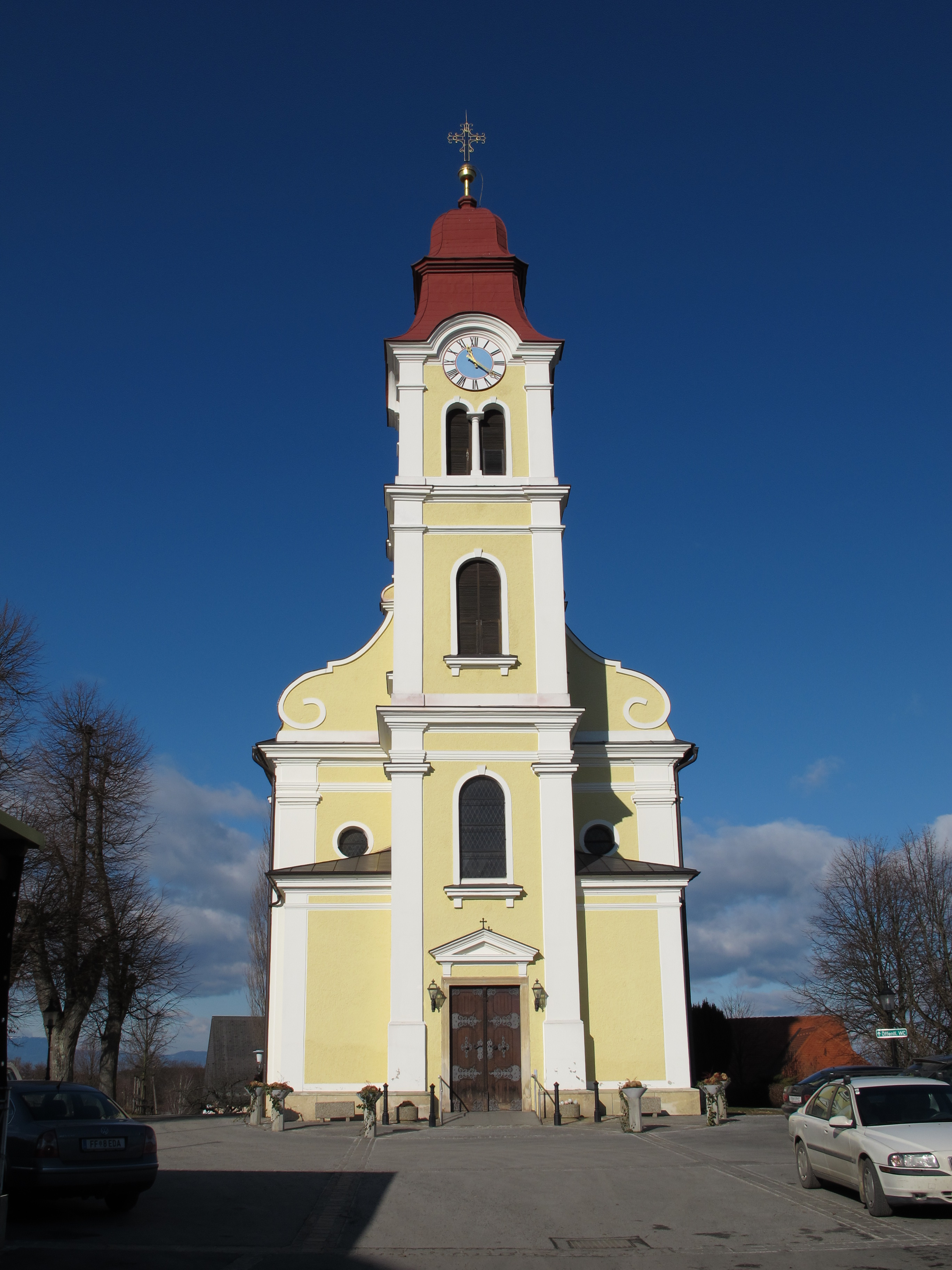
Kirche Eichkögl

Eichkögl ist eine Gemeinde mit 1392 Einwohnern (Stand 1. Jänner 2024) im Süd-Osten der Steiermark im Gerichtsbezirk Feldbach bzw. Bezirk Südoststeiermark. Die auf einer Hügelkette thronende Wallfahrtskirche Eichkögl, auch Klein Mariazell genannt, bildet das Wahrzeichen der Gemeinde.

## Geografie

### Geografische Lage
Eichkögl liegt etwa 27 Kilometer östlich von Graz und rund 11 Kilometer nordwestlich der Bezirkshauptstadt Feldbach im Oststeirischen Hügelland. Die Westgrenze bildet die Raab, von der das Land nach Osten hügelig ansteigt. Die Gemeinde hat eine Größe von fünfzehn Quadratkilometer. Davon wird mehr als die Hälfte landwirtschaftlich genutzt, ein Drittel ist bewaldet und drei Hektar sind Weingärten.

### Gemeindegliederung
Das Gemeindegebiet umfasst drei Ortschaften (in Klammern Einwohnerzahl Stand 1. Jänner 2024):
- Eichkögl (484)
- Erbersdorf (349)
- Mitterfladnitz (559)

Die Gemeinde besteht aus den beiden Katastralgemeinden Erbersdorf und Mitterfladnitz.

### Nachbargemeinden
| Sankt Margarethen an der Raab Bez. Weiz |                                             | Markt Hartmannsdorf Bez. Weiz |
|                                         | Kompassrose, die auf Nachbargemeinden zeigt |                               |
| Kirchberg an der Raab                   |                                             | Edelsbach bei Feldbach        |

## Geschichte
Wie Funde einer Steinklinge und von Keramikscherben aus der Zeit von 1800 bis 1400 vor Christus zeigen, war das Gebiet der heutigen Gemeinde schon früh besiedelt. Die erste urkundliche Erwähnung stammt aus dem 14. Jahrhundert. Aus der gleichen Zeit stammt die erste Aufzeichnung von Ebersdorf, das Eberweinstorf, später Herberweinstorf, Ebereinstorf und in einem Lehensbuch des Bistums Seckau „Erbersdorf in Chirchpacher pharr an der Raab“ genannt wird.
Von einer mittelalterlichen Wehranlage auf dem Fötzberg zeugen heute nur noch Flurnamen wie „Schlossriegel“.
Die ganze Region wurde vom Ende des 15. Jahrhunderts bis zum 17. Jahrhundert von Seuchen, Dürre und türkischen Einfällen betroffen.
Die Pfarrkirche wurde in den Jahren 1883 bis 1890 erbaut, eine eigenständige Pfarre ist Eichkögl seit 1926.
Mit 1. Jänner 1969 wurde der Name der Gemeinde von Erbersdorf-Mitterfladnitz auf Eichkögl geändert.

## Kultur und Sehenswürdigkeiten

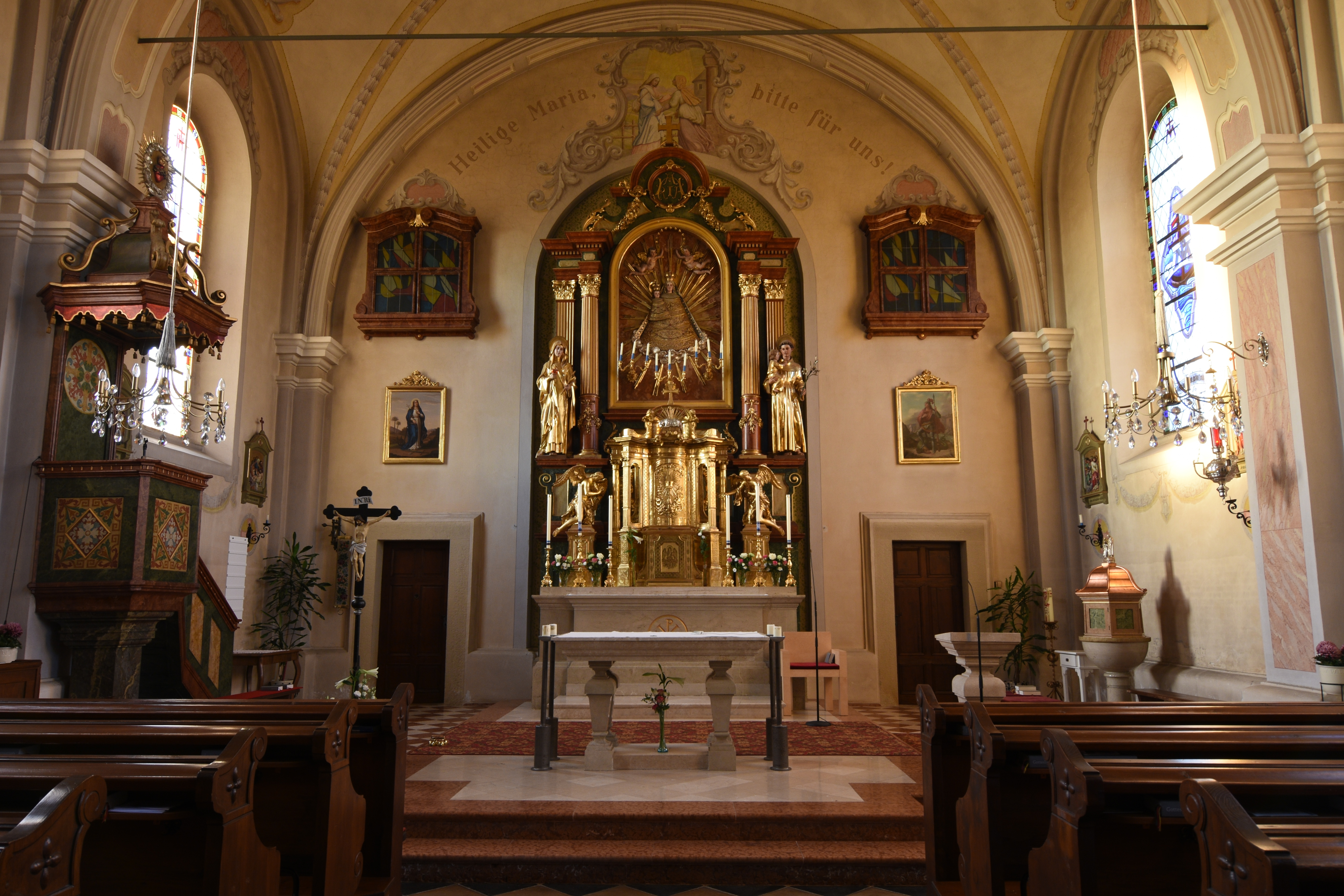
Die Pfarr- und Wallfahrtskirche

- Pfarr- und Wallfahrtskirche Klein-Mariazell

## Wirtschaft und Infrastruktur

### Wirtschaftssektoren
Von den 120 landwirtschaftlichen Betrieben des Jahres 2010 wurden 95 im Nebenerwerb betrieben. Die wenigen Betriebe im Produktionssektor waren größtenteils in der Bauwirtschaft tätig. Die wichtigsten Arbeitgeber im Dienstleistungssektor waren der Handel und die sozialen und öffentlichen Dienste.
| Wirtschaftssektor            | Anzahl Betriebe | Anzahl Betriebe | Anzahl Betriebe | Erwerbstätige | Erwerbstätige | Erwerbstätige |
| Wirtschaftssektor            | 2021            | 2011            | 2001            | 2021          | 2011          | 2001          |
| ---------------------------- | --------------- | --------------- | --------------- | ------------- | ------------- | ------------- |
| Land- und Forstwirtschaft 1) | 42              | 120             | 157             | 50            | 57            | 84            |
| Produktion                   | 15              | 7               | 3               | 28            | 9             | 12            |
| Dienstleistung               | 62              | 35              | 20              | 245           | 61            | 64            |

1) Betriebe mit Fläche in den Jahren 2010 und 1999, Arbeitsstätten im Jahr 2021
| Im Jahr 2011 lebten 624 Erwerbstätige in Eichkögl. Davon arbeiteten 99 in der Gemeinde, mehr als achtzig Prozent pendelten aus. - Eisenbahn: Durch den Westen der Gemeinde verläuft die Bahnlinie Gleisdorf-Feldbach-Jennersdorf mit Schnellbahnverkehr. - Straße: Eichkögl hat über die Feldbacher Straße B68 gute Verbindungen nach Gleisdorf und Feldbach. - Rad: Durch das Raabtal führt der Raabtal-Radweg R11. - Öffentlicher Verkehr: Im gesamten Gemeindegebiet gibt es als einzige Gemeinde in der Steiermark keine einzige Haltestelle. | Hier fehlt eine Grafik, die leider im Moment aus technischen Gründen nicht angezeigt werden kann. Wir arbeiten daran! |

## Politik

### Gemeinderat
Der Gemeinderat besteht aus 15 Mitgliedern:
| Partei | 2020    | 2020    | 2015  | 2015    | 2010  | 2010    |
| Partei | Prozent | Mandate | %     | Mandate | %     | Mandate |
| ------ | ------- | ------- | ----- | ------- | ----- | ------- |
| SPÖ    | 26,58   | 4       | 21,66 | 3       | 26,12 | 4       |
| ÖVP    | 58,33   | 9       | 55,74 | 9       | 57,07 | 9       |
| FPÖ    | 15,09   | 2       | 22,60 | 3       | 13,54 | 2       |
| GRÜNE  |         |         |       |         | 3,26  | 0       |

### Bürgermeister
Bürgermeister von Eichkögl ist Heinz Konrad.

### Wappen
Die Verleihung des Gemeindewappens erfolgte mit Wirkung vom 1. Juli 1995.
Blasonierung (Wappenbeschreibung):
„In Schwarz eine goldene Spitze, belegt mit einem grünen Eichenzweig von zwei Blättern und drei Eicheln, die Spitze beiderseits von einem goldenen Stern begleitet.“

### Sonstiges
Im Juli 2019 verlegten die steirischen Identitären ihre Zentrale von Graz in ein Haus in Eichkögl.